# 石鼓书院
石鼓书院位于中国湖南省衡阳市城北蒸水、湘江、耒水汇合处的石鼓山。书院始建于唐元和五年（810年），为宋朝四大书院之首，迄今已有1200年的历史。它三面环水、四面凭虚、地理位置独特，风光秀丽绝美，山上绿树成荫，亭台楼阁，飞檐翘角，江面帆影涟涟，渔歌唱晚，自古有“石鼓江山锦绣华”之美誉。1939年侵华日军战机轰炸衡阳，书院尽毁，2006年按清代建筑格局重建。

## 历史沿革
作为宋代四大书院之一，湖湘文化的重要发祥地，石鼓书院曾鼎盛千年，名噪朝野，在中国书院史、教育史、文化史上享有极高的地位。正所谓“石出蒸湘攻错玉，鼓响衡岳震南天”.石鼓书院是中国四大书院创建最早，并具有确切史志记载的书院。在北宋四大书院中，石鼓书院实际上又是首屈一指的。从创建历史渊源看，它比创建于五代南唐升元年间（937年～942年）的白鹿洞书院早120多年；比创建于宋太祖开宝九年（976年）的岳麓书院早160多年；比创建于宋真宗大中祥符二年（1009年）的睢阳书院（又称应天府书院）早199年。

### 北魏时期

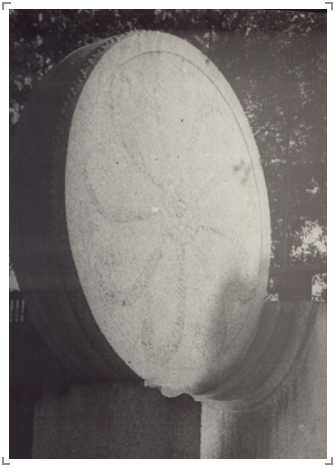
石鼓实图

石鼓之名一说，石鼓四面凭虚，其形如鼓，因而得名。北魏郦道元《水经注》所载：“山势青圆，正类其鼓，山体纯石无土，故以状得名。”另一说，是因它三面环水，水浪花击石，其声如鼓。晋时谀仲初《观石鼓诗》云：“鸣石含潜响，雷骇震九天”。从《水经注》来看，秦代以前，石鼓之名就载于史册。山北面有一石洞，名为“朱陵后洞”，《水经注》上说“有石鼓六尺，湘水所经，鼓鸣，则有兵革之事”，意思是说如果在“朱陵后洞”内听到湘江水的鸣叫，就会发生战争；《潇湘听雨录》记载：此洞为“灵洞”、“真仙遗迹”，在此祈祷能求子、除病。

### 三国时期

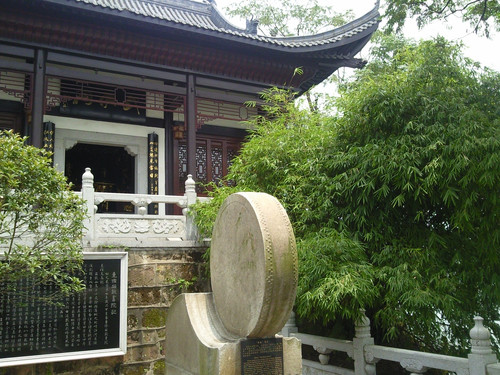
武侯祠与石鼓

建安20年（215年）武侯诸葛亮居住在石鼓山，督零陵、长沙、桂阳三郡军赋。因此，后人在石鼓山的南面建“武侯庙”（据《徐霞客游记》记载），后被迁移至石鼓山上李忠节祠旁，改名为“武侯祠”【祠内有张南轩书《武侯祠记》（楷书体书），此碑在抗日战争时期流失】。

### 前期（唐代至元代）
唐贞观时期（627年-650年）衡州刺史宇文炫辟石鼓东岸西溪间为游览胜地，题“东崖”、“西溪”四字，刻于东西岸壁上；天宝（742年～755年）间，著名道士董奉先在“朱陵后洞”栖息，修炼九华丹，杜甫《忆苦行》诗中有“更忆衡阳董炼师”之句；懒残和尚常来洞栖息，又名朱陵仙洞；“诗圣”杜甫大历4年（769年）3月中旬和大历5年（770年）夏两度到达衡州城，每次都在石鼓山下停泊上岸和离开，曾在此留诗数首。当杜甫第二次离开衡州城，便病故于耒水旁的方田驿（今耒阳市高炉乡龙王庙），时年59岁。德宗贞元3年（787年），宰相齐映贬到衡州任刺史，在山之东面建一凉亭，取名为“合江亭”。顺宗永贞元年（805年）大文豪韩愈由广东至湖北，途径衡州，齐映请韩愈为此亭写下著名的《合江亭序》“红亭枕湘江，蒸水会其左。瞰临眇空阔，绿净不可唾。……”，后人建“绿净阁”以此为纪念韩愈。地以人传，石鼓名声大振，成为后世文人骚客“朝圣”之地。宪宗元和年间（806年-820年），有“唐代八大诗人之一”美誉的衡州刺史吕温，任期间又对合江亭进行扩建装修。唐宪宗元和五年（810年），衡邑东南乡（今衡南县）人李宽在衡阳石鼓山上合江亭旁建房读书，取名为“寻真观”，此为石鼓书院之雏型。刺史吕温曾访之，并作《同恭夏日题寻真观李宽中秀才书院》日记其事。

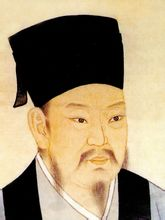
周敦颐画像

宋代太平兴国二年（978年），宋太宗赵匡义赐“石鼓书院”匾额和学田。宋至道三年（997年），李宽族人李士真据其故事重修书院、广招弟子，石鼓书院至此成为正式的书院。宋仁宗景祐二年（1035年），衡州知府刘沆上奏石鼓书院事，宋仁宗阅后赐额“石鼓书院”。由于两度被皇帝赐额，石鼓书院步入鼎盛时期，成为当时与睢阳、岳麓、白鹿洞齐名的四大书院。许多名流至此讲学；如苏轼、周敦颐等。

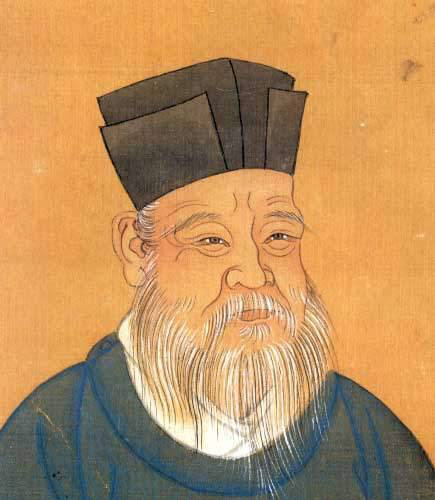
朱熹画像

宋孝宗淳熙十四年（1187年），理学大师朱熹、张栻来此讲学，朱熹作《石鼓书院记》，张栻在合江亭中立碑，书韩愈《合江亭》诗和《石鼓书院记》。后人将此镌制成石碑，置于石鼓书院内，名曰“三绝碑”。宋仁宗庆历四年（1044年），石鼓书院改为衡州路的官学。宋度宗咸淳10年（1274年）正月，湖南提刑、南宋民族英雄文天祥驻衡州时，作诗《合江亭》：“天上名鹑尾，人间说虎头。春风千万曲，合水两三洲。……”；淳熙十二年（1185年），部使者潘田青（一作畴）就原址建屋数间，榜以鼓额，“将以俟四方之士有志于学，而不屑于课试之业者居之”，未竟而去。提刑宋若水继成，奉先圣先师之像，集国子监及本道诸州印书藏其中。请朱嘉作记，诫诸生勿为科举功名所乱，而要辨明义利，有志“为己之学”。时戴溪为山长，与诸生讲《论语》，有《石鼓论语问答》3卷。七年林田井学教授兼山长凡三年，“补葺经创”，鼎新书院，并刊大字本《尚书全解》40卷南宋开庆元年（1259年），书院毁于兵火。景定元年(1260年)提刑俞琰命山长李访重建书院。宋末琴家郭沔曾寄居住石鼓山上，他泛舟于湘江上，创作出《潇湘水云》这首著名的琴曲。
元代书院继续办学，但其田产于至元十九年（1292年）为灵岩寺僧强占，经邓大白、王复、康庄、程敬直等历任山长长达62年争讼，才得归还。元末又毁于兵火。

### 中期（明代）
明永乐十一年（1413年），知府史中重修书院以待旅游学者，设礼殿祭祀孔子，乾张祠祭祀韩愈、张拭。天顺、弘治年间均有修葺。正德四年（1509年）叶钊为山长，讲圣贤身心之学、道德之首，剖晰异议、阐发幽微“时学者翕然云从”。哲学家、教育家、书法家湛若水至书院讲论“体认”之学，理学家、教育家王守仁的传人邹守益亦来大倡“良知”之说。二十八年，知府蔡汝楠以书院为朱熹、张栻、湛若水、邹守益“过氏之地”，乃重整书院，订立规约，以学文敦行、辨声慎习、等伦常、识仁体训士，刊《说经札记》、《衡汀间辨》、《太极问答》等，“忘倦”达4年（1549年-1552年）。又请赵大洲、皮鹿门等“海内名公”讲学其中，诸士环听，“宛然一邹鲁洙泗之夙也。”。著名地理学家徐弘祖在其《徐霞客游记》中对石鼓的景色有详细描述；万历四十年（1612年）巡抚记事，观察邓云霄大修书院，以“铸士陶昆”、建有讲堂、敬义堂、回澜堂、大规模、仰高楼、砥柱中流坊、棂星门、风雩、沦浪、禹碑、合江诸亭、其他“殿祠号舍，罔不完葺”，规模极一时之盛，崇祯十五年（1642年）提学高世泰修葺。青年时的王船山更是多次写诗词颂扬石鼓书院。明朝末年，书院再次毁于兵火。

### 后期（清代）

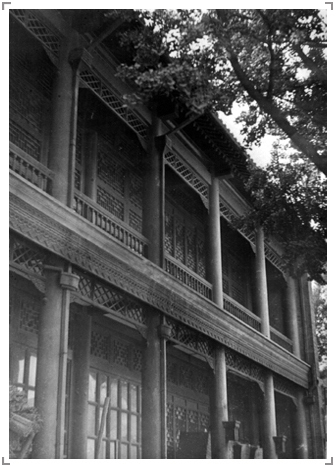
清末石鼓书院实景图

清世祖顺治十四年（1657年），偏沅巡抚袁廓宇上奏清廷，申请重建石鼓书院，衡阳县知县余天溥具体负责修复工程。这一时期，书院科举化，石鼓书院成为传授举业、培养科举人才的基地。康熙七年(1668年)，知府张奇勋扩建书院。康熙二十八年（1689年），知府崔鸣再次扩建。咸丰三年（1853年）9月至咸丰四年（1854年）正月，曾国藩、彭玉麟在衡州创建湘军水师，驻石鼓书院。

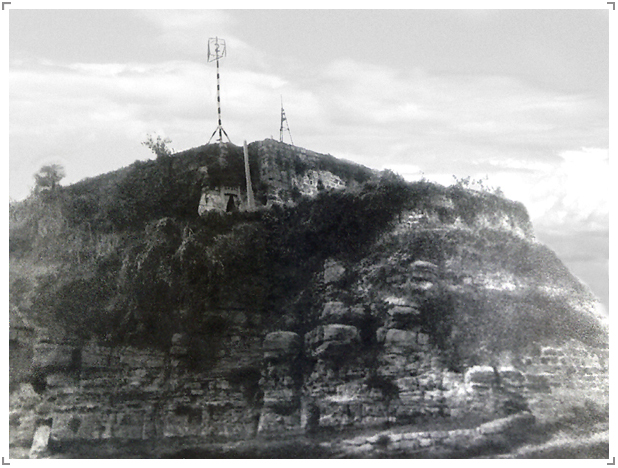
日军轰炸后的石鼓山

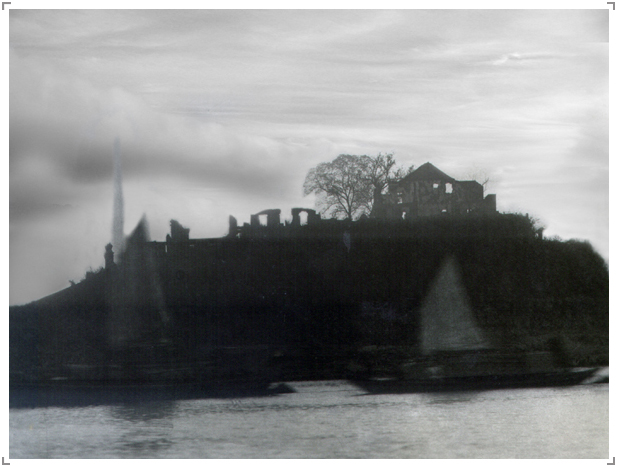
日军轰炸后的石鼓山侧面图

光绪二十八年（1902年），石鼓书院改为衡阳官立中学堂。光绪三十年（1904年），再改为湖南南路师范学堂。

### 民国至今
民国时期，石鼓书院相继改为“衡郡女子职业学校”和“湖南省立第三师范学校”。因石鼓山地形狭小，无法满足新型学校要求，学校迁移，书院便成为游览、祈祀的名胜之地。1939年4月6日，日军空袭衡阳，石鼓书院被炸成废墟，仅剩50多块石刻碑。1944年衡阳保卫战前夕，国军将石鼓山作为主力阵地之一，为使碑刻免遭战火，将其全部沉入湘江，1960年被市民发现。1962年，衡阳市政府在市船山图书馆侧建护碑亭，专门保护、陈列这批石碑，后全部毁于“文化大革命”中的红卫兵之手。
1964年，中共中央中南局第一书记陶铸来衡阳视察时，要求恢复石鼓书院。限于当时的历史和经济条件，无法恢复当初的建筑和陈列，当时只能在废墟上建了一座石鼓公园。2006年4月，衡阳市正式决定重修石鼓书院，2007年9月，竣工后的石鼓书院开始接待游人参观。百岁老人王恢瑞参观石鼓书院后，表示重修的石鼓书院与抗战前几乎一模一样。
现今石鼓书院亦会成为文化活动的场所。2010年，近200名学童身穿汉服于石鼓书院接受了古代的“开笔礼”。2017年，石鼓书院举行了“春天奔涌而至·石鼓书院雅集”活动，共有150余名文化界人士参加。

## 著名山长
石鼓书院位于衡阳市石鼓区石鼓山，海拔69米，相传山上有石鼓，高六尺，能发出鼓声，故得其名。北魏郦道元《水经注》所载：“山势青圆，正类其鼓，山体纯石无土，故以状得名。”另一说，是因它三面环水，水浪花击石，其声如鼓。晋时瘐阐《观石鼓》诗云：“鸣石含潜响，雷骇震九天。”从《水经注》来看，秦代以前，石鼓之名就已载于史册。
建于石鼓山上的石鼓书院，历史悠久，源远流长。诸多史料显示，创建于唐元和初（806年～810年）的石鼓书院，为中国古代最早的一所由私人办学的书院，也是清代及以前中国南方文化学术中心。在北宋全国四大书院中，石鼓书院实际上又是首屈一指的。从创建历史渊源看，它比创建于五代南唐升元年间（937年～942年）的白鹿洞书院早120多年；比创建于宋太祖开宝九年（976年）的岳麓书院早160多年；比创建于宋真宗大中祥符二年（l009年）的睢阳书院（又称应天府书院）早199年。
“石鼓名山始自唐，天开此处读书堂。”石鼓书院历唐、宋、元、明、清各代，至清光绪二十八年（1902年）改设石鼓高等学堂为止，延续了一千余年。期间，它始终以藏书之丰、学风之盛、设备之全、经费之足、管理之严、成就之大，在中国教育史和书院发展史上享有极高的地位，素有“衡湘洙泗”、“道南正脉”的美誉。

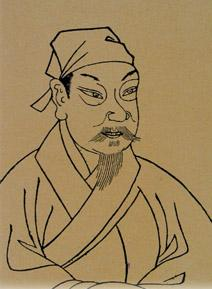
张栻

宋太宗至道三年（997年），李宽族裔李士真“援宽故事，请于郡守，愿以私财”，在李宽办学旧址上对石鼓书院进行首次重建。史载，宋朝皇帝曾两次给石鼓书院赐额。一次是太宗太平兴国二年（977年），这在马端临的《文献通考》和朱熹的《石鼓书院记》中有录；一次是仁宗景祐二年（1035年），仁宗允集贤殿校理刘沆之请，诏赐“石鼓书院”匾额及学田5顷，使石鼓书院声名大振，遂与睢阳、白鹿洞、岳麓三书院并称为“天下四大书院。”石鼓书院首任山长李宽、后任山长李士真同祀石鼓七贤祠，与韩愈、周敦颐、朱熹、张栻、黄干并称石鼓七贤。
梁章钜《退庵随笔》卷六记：“掌书院讲习者谓之山长，山长亦称院长，亦称山主。”五代时蒋维东隐居衡岳讲学，受业者称蒋为山长（见《荆湘近事》）。至宋相沿为习，书院益多。元代书院，亦置山长，讲学之外，并总领院务。清乾隆时改为院长，清末仍名山长。对其人选，明代多以品望为主，没有地域限制。清代虽强调品行、学问，然而多主张选择本地人士。自南宋以来，石鼓书院历代延聘了数十位山长，由于屡遭战乱，兵火连绵，现在能够查找到有名有姓的有40余位。
南宋时值得大书一笔的是大儒朱熹的《石鼓书院记》。在这篇带纲领性的历史文献中，朱熹对书院办学的指导思想、教学内容、教育重点、教学方法作了具体阐述。尤其是他倡导的将义理之学、修身之道作为书院的办学宗旨，以达到“明道义正人心”教育目的，不仅为当时全国各书院所效法，而且对元、明、清历代办学都有深刻的影响。山长留名者有戴溪、程洵、李访。戴溪在孝宗淳熙五年（1178年）中省试第一，累官至权工部尚书，以龙图阁学士致仕。淳熙十二年（1185年），石鼓书院得以恢复重建，戴溪任山长，与诸生讲《论语》，有《石鼓论语问答》三卷。程洵为朱熹门人，潜心理学，是程朱学派的重要学者。孝宗淳熙十一年（1184年）始出任衡阳主簿。十四年又暂代石鼓书院山长，以宣扬朱子张子之学为要务，一时“士友云集，登其门者，如出晦庵之门”（清康熙《衡州府志》）。在衡期间留有题咏石鼓诗若干首，并编纂首部《石鼓书院志》（后散失）。南宋开庆元年（1259年），石鼓书院毁于兵火。景定元年（1260年），提刑俞琰命山长李访“尽复旧观”，取明德新民文章，为诸生丕扬其义，绝响再闻，士风作振。宋王朝南迁后，较为著名的书院为石鼓、白鹿洞、岳麓、象山等，嵩阳因战乱宋末时废毁，及至明中期嘉靖年由登封知县候泰重建才得以恢复书院。
元朝是中国历史上最黑暗的朝代之一，统治者基本上不学无术，仇视汉族文化，书院基本上处于政府监控之下。例外的是，石鼓书院与全国其他书院遭际不一样，是少有的受统治者重视的书院，还获赠学田。历任石鼓书院山长有邓大任、王复、康庄、程敬直、李宥孙、金文海、朱仁仲、张珪等，但就跟元代本身一样，这些名士也只是客串了一把山长，未能有多大作为，因此，正史、野史中都很难查找到他们的资料
明清两代，衡阳地方官员对于石鼓书院有着一种特别的情结，这也是石鼓书院得以兴盛发展的一个重要原因。元末兵燹后，自明代永乐年间起，经过衡州知府史中、翁世资、何珣及湖广宪副沈庆等人70多年的努力，书院终于规制大备，沉寂多年的石鼓书院又再次兴盛起来。正德四年（1509年），叶钊为山长，讲圣贤身心之学、道德之首，剖晰疑义，阐发幽微，“时学者翕然云从”。王大韶青少年时期求学于石鼓书院，致仕后“重返母校”，主讲石鼓书院，并参与编纂、重校首部《石鼓书院志》，为后世留下了极为珍贵的有关书院史料。其他知名山长有周诏、李明安等。到了清代，山长陈士雅、吴炯、宋蓟龄、旷敏本、林学易、李振南、罗廷彦、王光国、余廷灿、李继圣、刘高阁、谭鹏宵、张学尹、常大湘、刘祖焕、蒋琦龄、邹焌杰、冯俊、邓传密、李扬华、左斌、江昱、祝松云、莫重坤、曾熙等，基本上都是进士、举人出身，才高八斗，学贯古今，官场历练多年，卓然湖湘名士，主观上要为桑梓造福，客观上保证了教育质量，石鼓书院“宛然一邹鲁洙泗之夙也”。
比山长更高级别的是山斗，也就是泰山、北斗的合称，犹言泰斗。邹守益是明代大儒王守仁的高足，正德六年（1511年）中进士第一，授翰林院编修，累官至南京国子监祭酒。嘉靖中讲学石鼓，著《教言》25篇（又称《语石鼓诸生二十五篇》），对识性、求实、时习、笃行、慎独、戒惧、格物、致知等作了精辟的阐述，成为诸生向学的至理名言。四方从游者踵至，被诸生尊为书院“山斗”。旷敏本和林学易都是衡山县人，都是进士出身，都是石鼓书院历史上很有作为的山长。旷敏本乾隆十九年（1754年）被聘为岳麓书院山长，任职约三年，后出任石鼓书院山长，因学问精湛，出类拔萃，倍受时人称颂，士子争以出其门下为幸。林学易幼年受知于学使，有“国士”之称。乾隆二十六年（1761年）聘为石鼓书院山长，连续执掌书院达15年之久。末代山长（曾熙是衡阳县石市人，光绪进士，累任提学使，不久返湘，主讲石鼓书院，后任湖南教育学会会长、南路优级师范学堂监督。

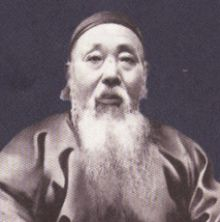
曾熙的照片

石鼓书院素称人才荟萃之地，讲学风气甚浓。历代名师大儒，如宋代的朱熹、张栻、郑向、黄干，元代的偰玉立、奚汉伯颜、李处巽、陈淞年，明代的湛若水、蒋信、罗洪先、赵贞吉、茅坤、李渭、罗近溪、甘公亮、蔡汝楠、刘尧诲、王万善，清代的王敔、潘宗洛、吴时来、余廷灿、刘良弼、江恂等，都相继来这里登台传道，使石鼓成为远至京师近至衡永郴桂士子们向往和云集的学府，成为湖湘地区引人瞩目的儒学传播基地，并进一步发展成为中国古代“讲学式”书院的楷模，对湖湘文化的演变和发展作出了突出的贡献。
作为中国一所最古老的书院，在长达千余年办学过程中，石鼓书院所造就的人才之多，实在是难以计数。清乾隆衡阳县令陶易写有《石鼓书院》一诗，描绘了“英才荟萃”的景象，诗曰：“旷代儒风喜未颜，一时讲院尽英才。双流环绕宫墙肃，乔木阴森士气培。祀典已崇新俎豆，诗篇长焕旧亭台。自今游履休嫌忧，绿竹西溪一经开。”

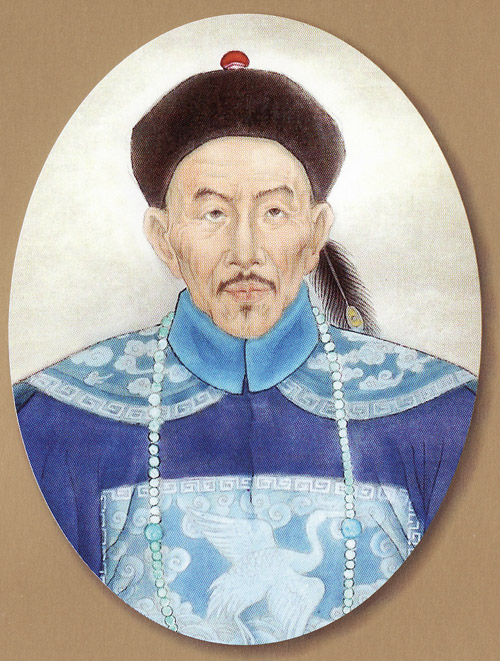
彭玉麟朝服像

《国朝石鼓志》载，宋乾道八年（1172年）殿试，石鼓书院登进士第的就有王居仁、邓友龙、邓友龄3人。明嘉靖三十年（1552年）壬子乡试中，石鼓书院诸生李孟彰、王大韶、谭汝赓、徐应南、彭良臣、陶宾6人中举，史称“朱陵六凤”。明末王船山、李国相、夏汝弼、管嗣裘、邹统鲁等高风亮节、博学多才者也出自石鼓书院。清光绪六年（1880年）庚辰会试，石鼓书院的祝松云、谭鑫振、杨依斗、陈鼎4人同中进士，其中1人殿试点探花，1人朝考选庶常。像这样的栋梁之才，还有明代的朱炳如、伍定相、曾朝节、祝咏、廖汝恒、陈宗契等，清代的中兴名臣彭玉麟、衡阳第一个传胪彭述等，他们都是从石鼓书院走向中国大舞台，“各领风骚数百年”。

## 知名门徒
名城衡阳人文荟萃，石鼓文脉绵延千年。石鼓书院是一座历经唐、宋、元、明、清、民国六朝的千年学府，书院屡经扩建修葺，苏轼、周敦颐、朱熹、张栻、程洵、郑向、湛若水、叶钊、邹守益、茅坤、旷敏本、赵大洲、林学易、王敬所、蔡汝南、胡东山、李同野、罗近隐、王闿运、曾熙等人在此执教，在衡阳培育了王居仁、夏汝弼、管嗣裘、邹统鲁、朱炳如、伍定相、曾朝节、陈宗契、王夫之、曾国藩、彭玉麟、彭述、杨度、齐白石等一大批对中国历史产生重大影响的名人。罗含、郦道元、齐映、宇文炫、杜甫、吕温、韩愈、柳宗元、刘禹锡、范成大、辛弃疾、文天祥、徐霞客等接踵至此，或讲学授徒，或赋诗作记，或题壁刻碑，或寻幽揽胜，其状蔚为壮观。

## 建筑格局
石鼓书院经过近十次的重修，在修葺的过程中，尽量保持其原貌，现在的石鼓书院主要是由禹碑亭、武侯祠、李忠节公祠、大观楼、合江亭、朱陵洞组成。

### 禹碑亭
始入石鼓书院，穿过大门，走过长廊，映入眼帘的是禹碑亭。禹碑亭亭柱上题着一副对联
蝌蚪成点通，

天地衍大文。
此联为中国现代著名书法家史穆所题，在禹碑亭中央放置着一块禹碑，为蝌蚪文所做，禹碑为大禹治水功成在南岳衡山岣嵝峰所刻，最早见于东汉赵晔所撰《吴越春秋》，其后史乘屡有记载。衡阳石鼓山禹碑亭始建于明万历九年（1581），位于石鼓山南面。
明代杨慎为禹碑作释文亦置于此。
穿过禹碑亭，来到石鼓书院二门前，只见篆书对联
修名千佛上；
至味五经中.

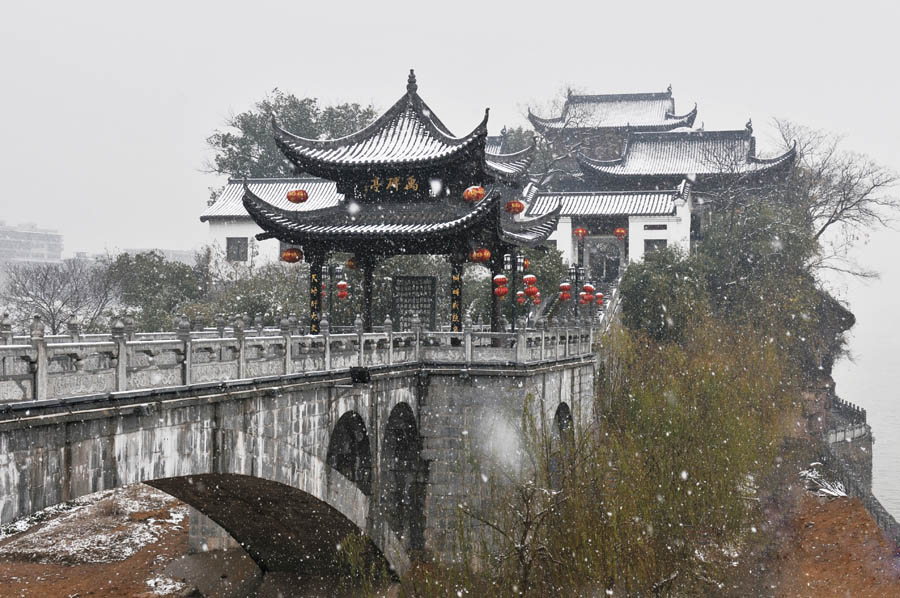
禹碑亭

于门上，石鼓山与道教文化有颇深渊源，后建立石鼓书院以“四书五经”作为正统教育教材，这幅对联是对石鼓书院的真实写照。

### 武侯祠与李忠节公祠
透过二门，有两个祠堂，位居其右的为“武侯祠”，位于左的为“李忠节公祠”，武侯祠和李忠节公祠与石鼓书院都没有很多联系，但是由于这两位英雄的事迹都发生在石鼓山，遂将其移至石鼓书院。
武侯祠为纪念诸葛亮而建。诸葛亮以军师中郎将驻临然即今衡阳，相传住在石鼓山上。后来人们在临然驿旁建武侯祠以供祀享。宋代重修石鼓书院时，将武侯祠移至石鼓山。南宋理学家张栻曾作《武侯祠记》，并亲笔勒石立碑。

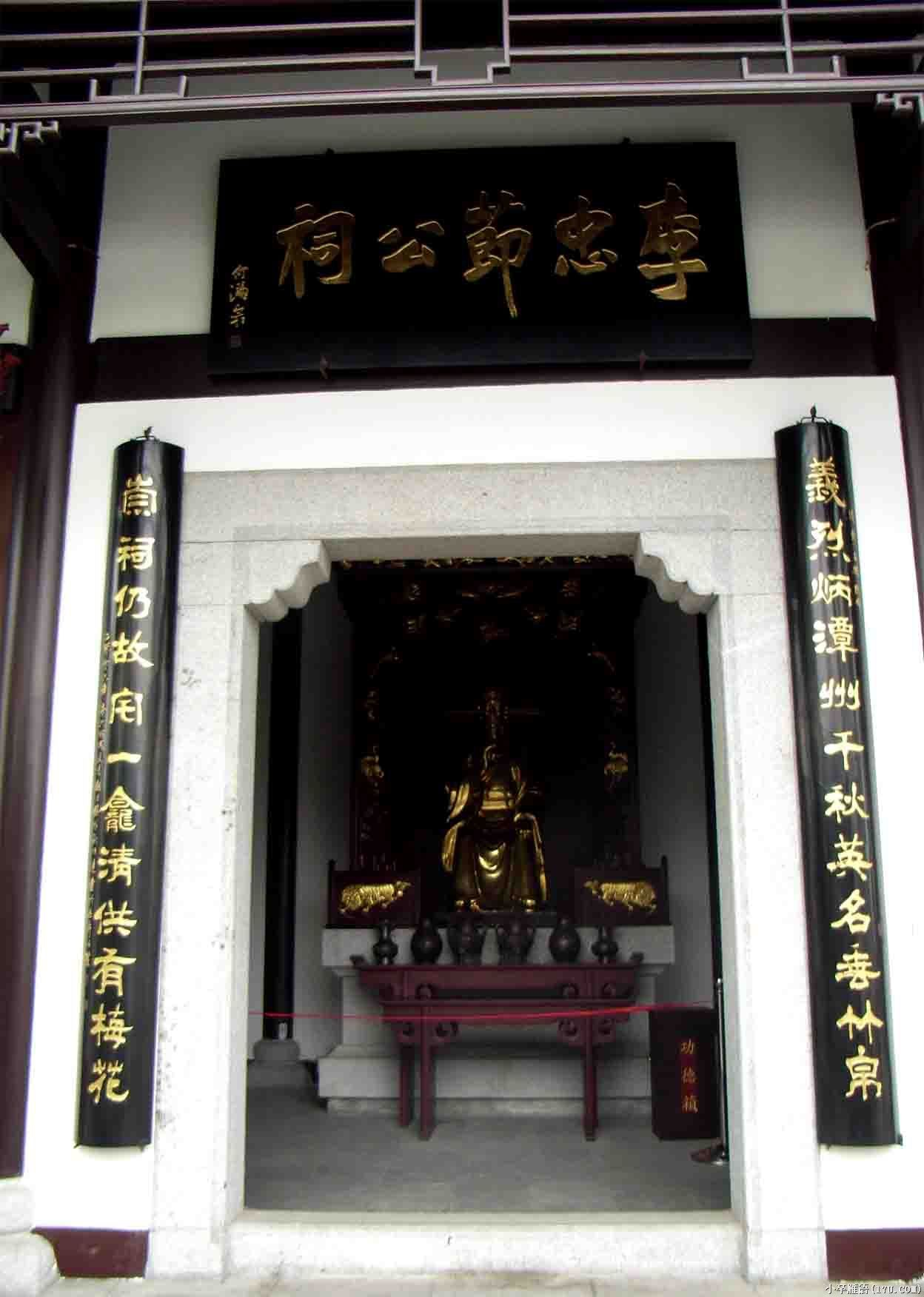
李忠节公祠

李忠节公祠为纪念李忠节的高风亮节而建。李忠节公名李芾，字叔章，南宋衡州人。南宋德祐元年（1275年），元军将犯，李芾临危受命，任潭州（今长沙）知州兼湖南安抚使，率领军民抗击元军三月有余，城破，举家殉国。元代在衡州城南金鳌山李带故宅建李忠节公祠，配祀李芾部将沈忠和衡阳县令穆演祖，清代移建石鼓山。元代宋本和清代陈沆先后有记。清同治年间（1862年—1864年）重修石鼓书院时，彭玉麟（时任兵部右侍郎）为李忠节公祠题联，赞扬了李忠节铁骨铮铮，为民族大义的牺牲精神。

### 大观楼

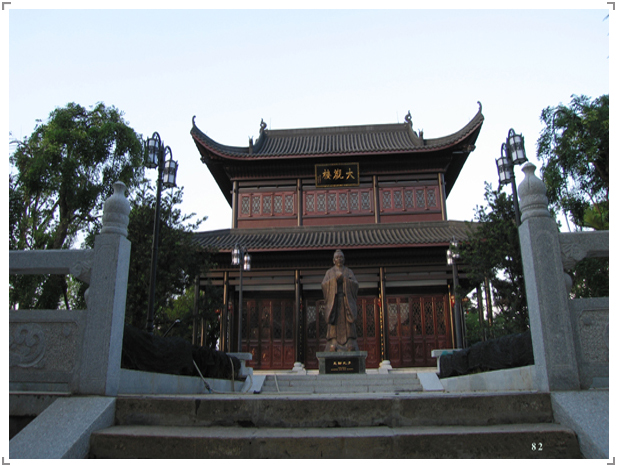
石鼓书院大观楼

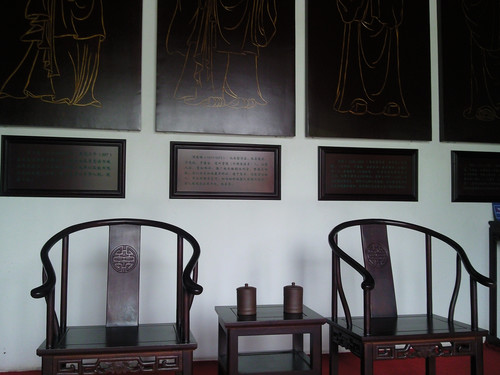
书院讲堂

穿过两祠堂，即为大观楼，在大观楼内，可见“书院七贤”画像依次排列，这是他们这一群文人雅士的贡献才有今天的石鼓书院。大观楼内放置着各地名人为其做的诗词和书画。一楼为“敬业堂”为当年讲堂重现，门边一副楹联为
珠玑文字任流传，昌黎首唱，石湖继吟，霞客纪游，姜斋感旧，佳节数从头，太息前人俱往矣；
锦绣江山烦指点，左挟岣嵝，右挹回雁，前连青草，后接朱陵，风光都在眼，喜看形胜更超然。
二楼为藏书楼。藏书是中国古代书院产生的前提条件，是判定书院起源的重要标准，也是古代书院三大基本职能之一。自宋初始，朝廷将赐书作为对书院的重视和褒奖。宋真宗颁给全国各地官学、书院发送国子监印本经书，石鼓书院宋时就摹印国子监及本道各州书籍供人研习。后来，各朝学者、名流霁学石鼓书院，不乏其人，藏书丰富涉及经、史、子、集，范围极其广泛。  

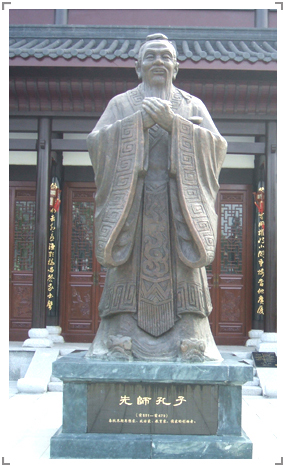
孔子雕像

大观楼前有孔子雕像矗立，为纪念万世师表孔夫子。

### 合江亭
合江亭始建于唐贞元三年（787年）至七年（791年）间，衡州刺史齐映所建。贞元十七年（801年）后，衡州刺史宇文炫又增其制，为楼阁式建筑。历朝各代，石鼓山上建筑屡经废兴，合江亭均在必建之列。唐永贞（805年）中，韩愈途径衡州，尝游石鼓，登亭揽胜，留下千古绝句，历代步其韵而和者众。合江亭亦因诗中“瞰临眇空阔，绿净不可唾”而称“绿净阁”。

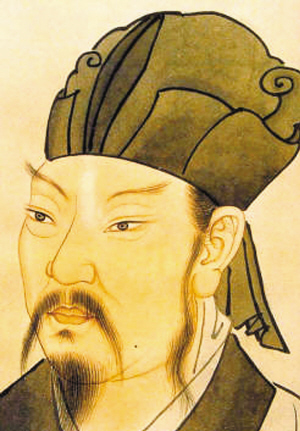
韩愈的画像

韩愈的《题合江亭寄刺史邹君》是韩愈遭贬途径衡阳，为石鼓山美景所迷，吟诗一首，不禁悲从中来，感慨万千而成。
合江亭门柱上一联
石鼓双江水；
昌黎一首诗。

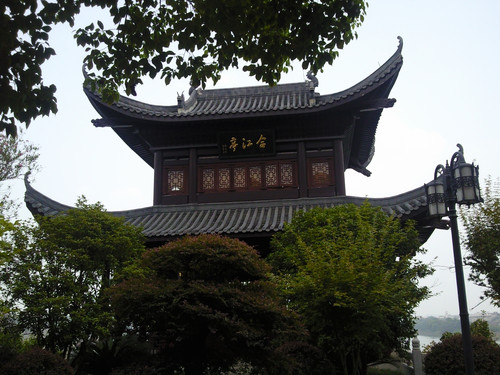
合江亭

正是对合江亭命名由来的真实写照。祝澹溪也曾为石鼓书院合江亭题联
广厦构众材，报道蛟龙腾浪去；
两水夹明镜，合信风月入亭来。

### 朱陵后洞

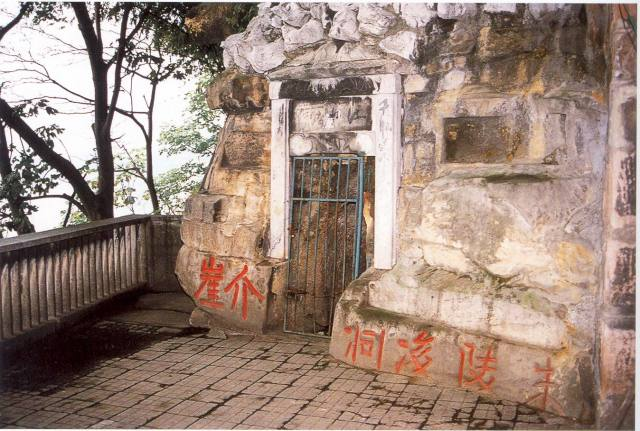
朱陵后洞

南岳朱陵洞为道家第三洞天福地，相传为朱陵大帝所居。唐开元二十六年（738年），唐玄宗派内侍率道众到朱陵洞投金龙告文祀典。这是《南岳志》有关记载。大乘亦有记载：石鼓山东北麓的朱陵后洞传与南岳朱陵洞相通而得名。石鼓山也僧道众多：《舆地纪胜》载：“董奉仙天宝中修九华丹法于衡阳，栖朱陵后洞。”由于唐王朝的推崇，道教在此进入鼎盛时期。“朱陵洞内诗千首”，它以诗词名冠三湘。唐宋以来，许多诗人墨客，在此乘兴作赋吟诗，常常把诗词刻在岩洞石壁的内外，被衡阳山水所陶醉的杜甫、韩愈、张籍、吕温、杜荀鹤、范成大、文天祥等文坛名士，都用诗抒发了他们的情怀。这个洞可能是几千年以前经过湘水冲击而形成的溶洞，内壁上留下历代诗人们的作品，年久月深也残缺不全了，尤其是日寇的狂轰烂炸，里面的碑文、镌刻都被破坏了。解放后，只剩下小洞的残边及洞口上“朱陵后洞”和“东崖”几个镌刻大字。近几年，又设法恢复了洞的原形。

## 七贤八景
创院始祖李宽、哲学与文学大家韩愈、李士真、理学鼻祖周敦颐、理学集大成者朱熹、“东南三贤”之一——张栻、黄斡。

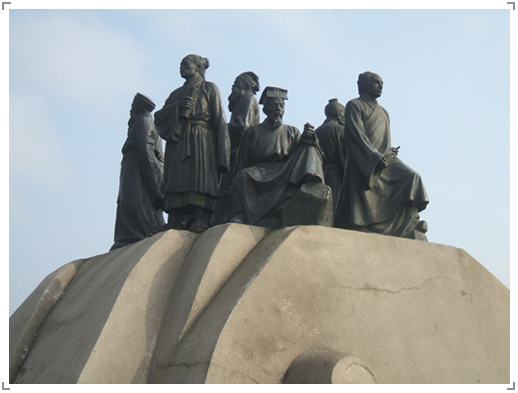
石鼓七贤

石鼓书院八景：“东岩晓日，西豀夜蟾，绿净蒸风，洼樽残雪，江阁书声，钓合晚唱，栈道枯藤，合江凝碧。”
一曰东岩晓白。石鼓山东西峭壁上，唐太守宇文炫分题“东岩”、“西谷”。东岩悬崖壁立，当太阳初升之时，削壁沐日光呈金黄色，远望尤甚，故描绘此景为“东岩晓白”。
二曰西豀夜蟾。西豀夜深人静之时，便有蟾出现，与“东岩晓白”形成鲜明对照。

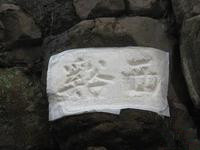
西谿题额

三曰绿阁蒸风。合江亭位于石鼓山北端，亦称绿净阁。合江亭下，深潭之上，有一石坪，宽约丈余，相传为仙翁濯足处，石上仙迹依稀可辩。明朝时曾在石上修筑一亭，名为濯足亭。现今雨水激石，亭址俱废。

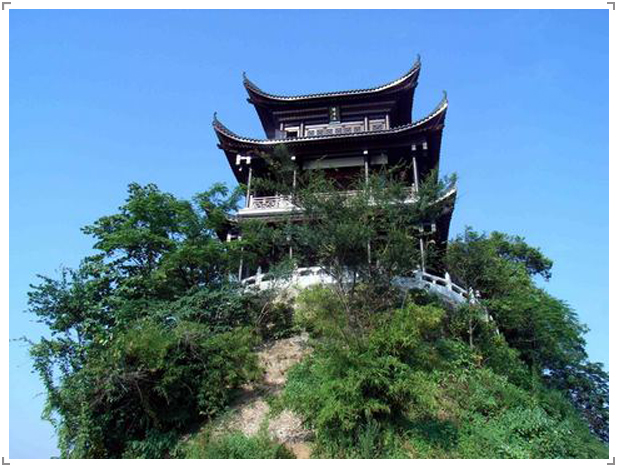
合江亭（绿净阁）

四曰洼尊藏雪。石鼓山下有怪石，外实中空，衡郡风雅之士在石上刻“洼尊”二字（“尊”同“樽”，古代盛酒器具）。冬日雪后，石鼓山上上下下，积雪皆消融无迹，唯独尊内积雪经冬不化，至春始融，为石鼓山第一奇景。
五曰江阁书声。石鼓乃为书院，读书声声声入耳，从阁楼当中传出，亦为一景也。
六月钓合晚唱。石鼓地处湘水和蒸水，夜幕之时，垂钓者倚坐船头，小船随波缓缓移动，渔歌想起，打破暮色宁静。
七曰栈道枯藤。山上韩愈吟咏“绿净不可唾”的合江亭右下，有一深潭，东可通汪洋大海，北可达南岳水濂洞。山上有古藤经数百年成长，沿江底爬行，由西岸牵至东岸。相传明万历年间，曾有渔人潜至水底还见过。岁月悠悠，孤藤不知存否，也许仍静卧江底，也许已化龙飞去。
八曰合江凝碧。石鼓山地处蒸水和湘水交合之后，清澈的江水缓缓流淌，放眼望去，如一块碧玉。

## 诗篇楹联
诗篇
石鼓书院
宋 范成大
古磴浮沧渚，新篁锁碧萝。
要津山独立，巨壑水同波。
俎豆弥天肃，衣冠盛事多。
地灵钟俊杰，宁但拾懦科.
石鼓动书院怀古
清 刘正心
郁葱青翠护层阴，仙洞危楼半出林。
万户晓烟明夹岸，两江流水抱孤岑。
夏王未剖金泥迹，蜀相坚依玉垒心。
千顷波澜谁作砥，苍茫入望古犹今。
舟夜过石鼓书院
清李稳
石鼓空清似镜中，亭台涟漪画桥东。
一团山影江边绿，几处灯光树里红。
卖酒船逢前度雨，读书声送隔楼风。
孤篷日夕天涯内，高咏帆樯起夜龙。
石鼓山
清 旷大中
揽胜到衡州，应输石鼓幽。
鼍梁悬七隧，虎踞瞰双流。
北望长安远，南来吾道悠。
会偕仙洞侣，联步入瀛洲。
游石鼓书院谒七贤祠
清 岳宏誉
山形如鼓峙江边，旧有朱陵洞口仙。
胜地蒸湘山水合，真儒唐宋七贤传。
云中雁寺国青嶂，村里虹桥隐画船。
千载渊源勤仰止，登楼一望意悠然。
石鼓书院
清 陶易
旷代儒风喜未颓，一时讲院尽英才。
双流环绕宫墙肃，乔木阴森士气培。
祀典已崇新俎豆，诗篇长焕旧亭台。
自今游屐休嫌扰，绿竹西溪一径开。
楹联
学贯九流，汇此地人文法海；
秀开百粤，看群贤事业名山。
【左宗棠题湖南石鼓书院，岳麓书院亦有此联 】
此真净绿唾不可；
我实薄才歌奈何。
【阮元题衡州石鼓书院联 】
不许岳云封古洞；
但愿江月认残碑。
【范研云 题湖南石鼓书院合江亭】
修名千佛上；
至味五经中。
【湖南石鼓书院二门宋至道年间重建】
愿分华山一半席；
安得广厦千万间。
【李镐题湖南石鼓书院留待轩】

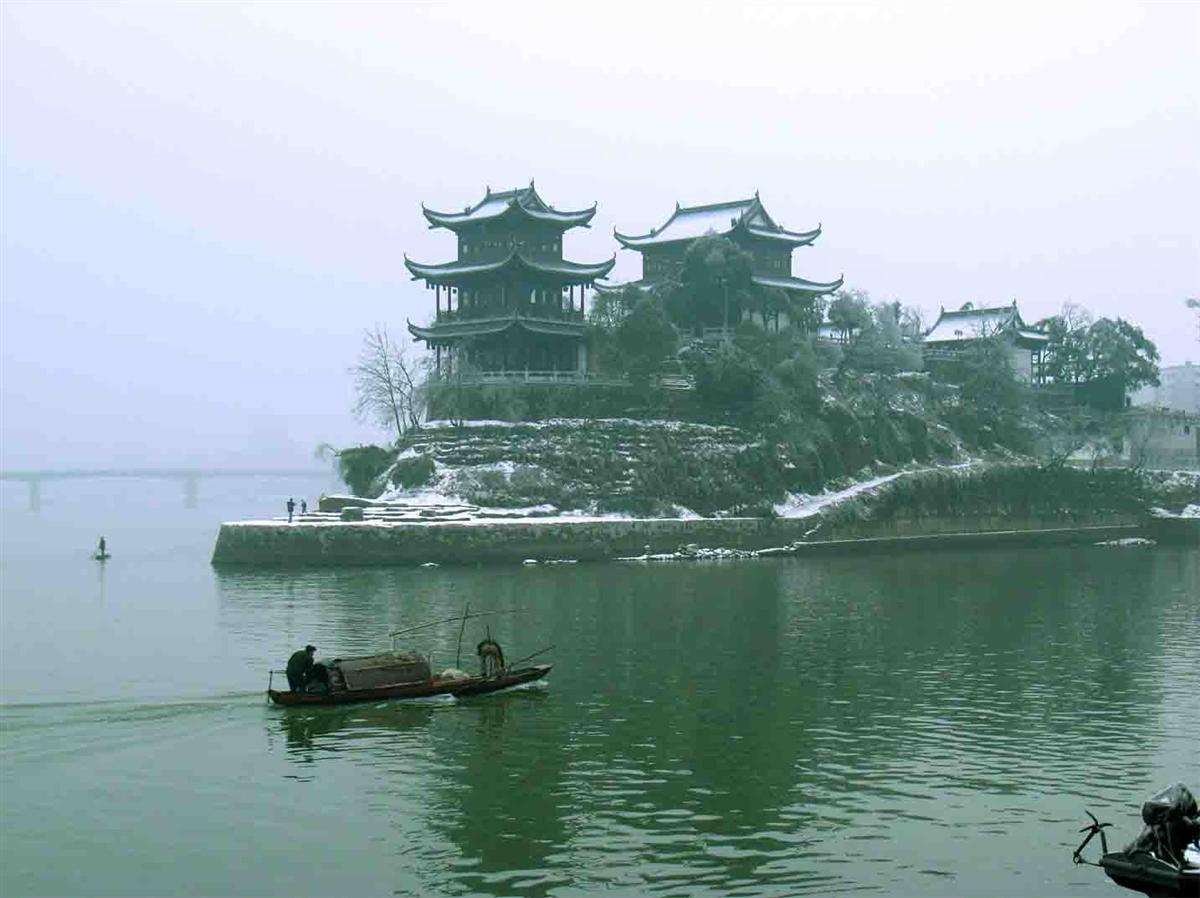
Shigu-Academy

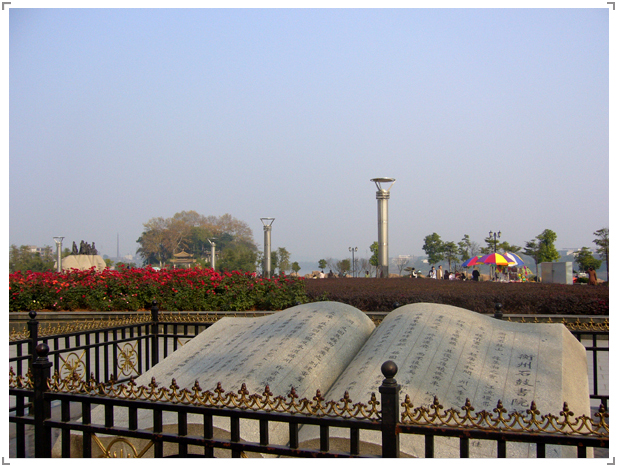
石鼓广场

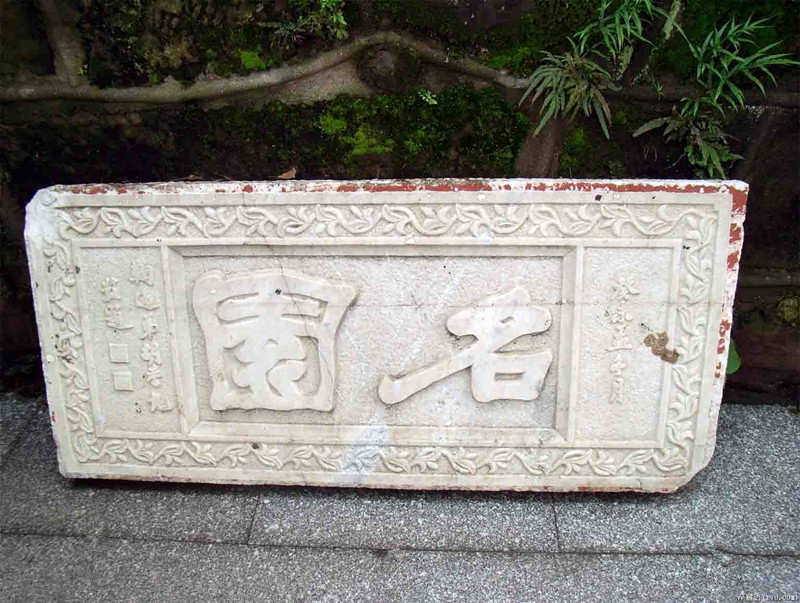
名园匾额

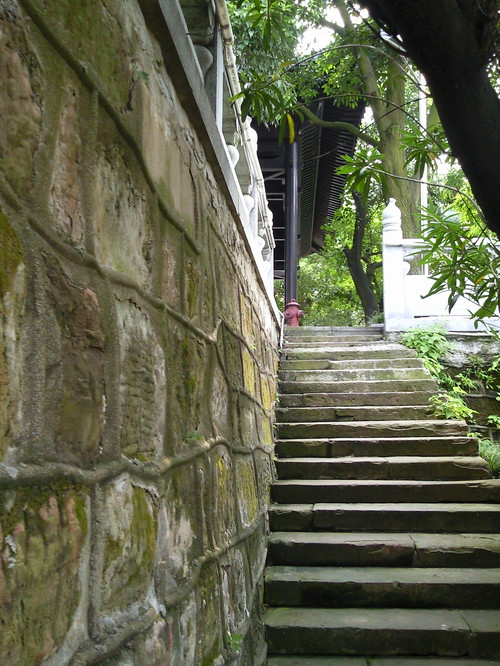
曲径通幽

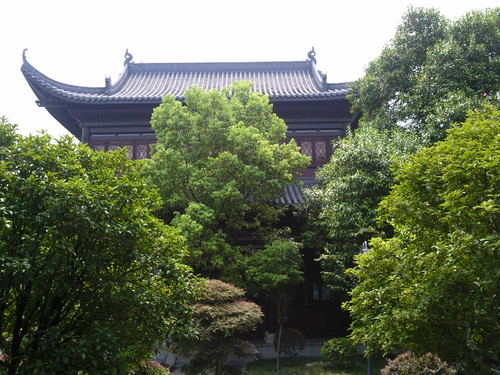
石鼓书院一隅

广厦构众材，报道蛟龙腾浪去； 两水夹明镜，合信风月入亭来。
【祝澹溪 题湖南石鼓书院】
心远地自偏，问草庐是耶非耶，此处想见当日；
江流石不转，睹秋水来者逝者，伊人宛在中央。
【范鹤年题湖南石鼓书院武侯祠】
是七二峰雄峻所钟，看砥柱中流，但莫赏青草烟痕，朱陵石迹；
溯卅六湾波涛而上，听鼓角午夜，应不减船山灯影，岳麓书声。
【周延俊题湖南石鼓书院大门】